# Elmer Livingston MacRae

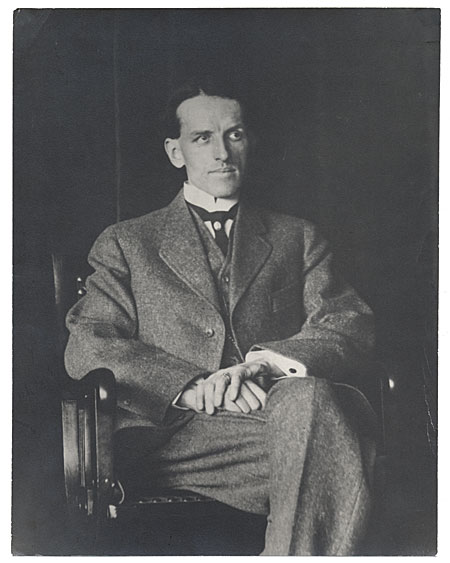
Elmer Livingston Mac Rae, ca. 1893. Aus der Armory Show 1913, Aufzeichnungen zur Ausstellung zum 50. Jahrestag, Archives of American Art, Smithsonian Institution

Elmer Livingston MacRae (* 10. Mai 1875 in New York City; † 28. November 1953 in Cos Cob, Connecticut) war ein US-amerikanischer Maler und Bildhauer, der für seine Landschaftsgemälde, Porträts und Pastellarbeiten bekannt ist.

## Leben

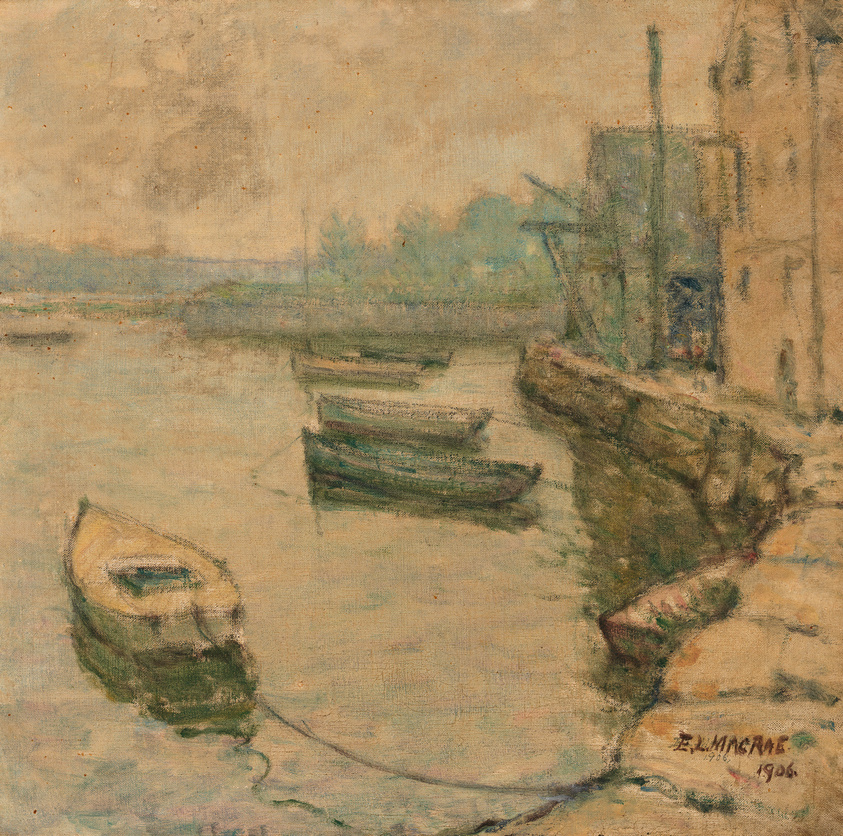
Boats at Landing (1906)

Elmer Livingston MacRae wurde 1875 in New York geboren und trat 1895 in die Art Students League of New York ein, wo er Kurse bei dem amerikanischen Impressionisten John Henry Twachtman besuchte. 1896 besuchte MacRae zum ersten Mal das Holley House in Cos Cob, Connecticut, um an Twachtmans Sommerkurs teilzunehmen, und verliebte sich dort in die Tochter des Pensionsbesitzers, Emma Constant Holley. Nach ihrer Heirat im Jahr 1900 übernahmen die MacRaes die Leitung der Pension, die bis 1920 ein lebendiges Zentrum künstlerischer Aktivitäten war.
1913 war Elmer Livingston MacRae einer der Hauptorganisatoren der Armory Show, der internationalen Ausstellung, die die europäische Moderne in Amerika einführte. Er war außerdem Mitbegründer der American Pastel Society und aktives Mitglied der Greenwich Society of Artists. MacRae lebte und arbeitete bis zu seinem Tod 1953 in Cos Cob. 

## Werk
Elmer Livingston MacRae war ein bedeutendes Mitglied der Cos Cob Art Colony und bekannt für seine impressionistischen Landschaften und Porträts. Er arbeitete häufig in Öl und Pastell und schuf Werke, die die Umgebung von Cos Cob und seine Familie darstellten. Seine Gemälde zeichnen sich durch eine weiche Farbpalette und eine einfühlsame Darstellung des Lichts aus. Einige seiner bekannten Werke sind Cos Cob Harbor, Winter (1910) und Schooner in the Ice (1900).
Sein Frühwerk ist sowohl in der Technik als auch in der Thematik stark von der japanischen Kunst beeinflusst. Dies ist zum Teil auf das allgemeine Interesse an japanischen Themen zu dieser Zeit zurückzuführen, aber auch auf die enge Freundschaft mit seinem Studienkollegen Genjiro Yeto. Ab etwa 1915 entwickelte sich seine Kunst in eine andere Richtung. Diesmal war es nicht das Thema, sondern das Medium. Elmers Interesse an der Arts-and-Crafts-Bewegung und die Möglichkeit, seine Werke an die wohlhabenden Leute zu verkaufen, die sich in Greenwich niederließen, führten dazu, dass er mit Holz arbeitete und Stühle, Paravents, Bucheinbände, Paneele, Kisten und Tische herstellte.